# Neoliodes rugosus
Neoliodes rugosus är en kvalsterart som beskrevs av Warburton 1912. Neoliodes rugosus ingår i släktet Neoliodes och familjen Neoliodidae. Inga underarter finns listade i Catalogue of Life.